# Cheilonereis cyclurus
Cheilonereis cyclurus är en ringmaskart som först beskrevs av Alan John Harrington 1897.  Cheilonereis cyclurus ingår i släktet Cheilonereis och familjen Nereididae. Inga underarter finns listade i Catalogue of Life.